# Kabinett Hummel
Das Kabinett Hummel bildete vom 21. November 1921 bis 7. November 1922 die Landesregierung von Baden.
Am 30. Oktober 1921 erfolgte die Wahl zum Landtag, bei der die Regierungsparteien Badens (Weimarer Koalition) insgesamt 22,4 % an Wählerstimmen einbüßten – insbesondere DDP und SPD. In seiner 4. Sitzung vom 21. November 1921 wählte der Landtag den Staatspräsidenten und die Kabinettsmitglieder.
| Amt                   | Name                                        | Partei |
| --------------------- | ------------------------------------------- | ------ |
| Staatspräsident       | Hermann Hummel                              | DDP    |
| Inneres               | Adam Remmele                                | SPD    |
| Justiz                | Gustav Trunk auch stellv. Staatspräsident   | Z      |
| Kultus und Unterricht | Hermann Hummel                              | DDP    |
| Finanzen              | Heinrich Köhler                             | Z      |
| Arbeit                | Wilhelm Engler                              | SPD    |
| Staatsräte            | Ludwig Marum Georg van Eyck Josef Weißhaupt | SPD Z  |